# فرمانتل جنوبی، استرالیای غربی
فرمانتل جنوبی (به انگلیسی: South Fremantle) یک حومه شهر در استرالیا است که در City of Fremantle واقع شده‌است.